# Elon Musk
Elon Reeve Musk FRS (Pretòria, 28 de juny de 1971) és un empresari, inversor i magnat conegut pels seus papers clau a l'empresa espacial SpaceX i l'automobilística Tesla, Inc. També és conegut per ser propietari de X Corp. (que opera la plataforma X, abans Twitter), i pel seu paper a la fundació de xAI, Neuralink i OpenAI. Segons Forbes, a desembre de 2024, Musk és la persona més rica del món; amb un patrimoni net estimat de 430.000 milions de dòlars. El 2021 va ser proclamat "persona més influent de l'any" per la revista Time. Actualment, des de gener de 2025, exerceix com a administrador del Departament d'Eficiència Governamental de la Casa Blanca en el segon govern de Donald Trump.
Entre els seus càrrecs executius més destacats hi figuren els següents: 
- Fundador, director executiu, director tecnològic i dissenyador en cap d'SpaceX;
- Inversor àngel, director general i arquitecte de productes de Tesla, Inc.;
- Fundador de The Boring Company;
- Cofundador de Neuralink
- Cofundador d'OpenAI;
- Executiu en cap de Twitter.

Musk es va convertir el 2022 en el primer multimilionari en perdre més de 200.000 milions de dòlars, després d'haver estat dos anys abans el primer que els havia superat. Amb la caiguda de la seva fortuna fins a 140.000 milions de dòlars des dels 340.000 milions, aquest any el va acabar perdent la posició de persona més rica del món. El motiu principal fou sobretot la caiguda del valor de Tesla en un 68% durant l'any.
Les accions i les opinions expressades per Musk l'han convertit en una figura polaritzadora. Se l'ha criticat per fer declaracions poc científiques i enganyoses, inclosa la desinformació sobre la COVID-19, afirmar comentaris antisemites i transfòbics i promoure teories conspiratives. La seva gestió de Twitter ha estat controvertida pels grans acomiadaments d'empleats, l'augment de publicacions amb incitació a l'odi, la desinformació i els canvis a les característiques del servei, inclosa la verificació.
A principis de 2024, Musk va començar a participar activament en la política nord-americana com a partidari polític i financer del candidat a la presidència dels EUA Donald Trump, convertint-se en el donant polític més important de les eleccions del 2024. Després de guanyar al novembre, Trump va anunciar que havia triat Musk per codirigir la junta assessora del nou Departament d'Eficiència Governamental (DOGE).

## Biografia
Musk va néixer de mare canadenca i pare sudafricà i es va criar a Pretòria (Sud-àfrica). Va estudiar breument a la Universitat de Pretòria abans de traslladar-se al Canadà als 17 anys. Es va matricular a la Queen's University i es va traslladar a la Universitat de Pennsilvània dos anys després, on es va llicenciar en economia i física. El 1995 es va traslladar a Califòrnia per assistir a la Universitat Stanford, però en lloc d'això va començar la seva carrera com a empresari, cofundant l'empresa de programari web Zip2 amb el seu germà Kimbal. L'empresa va ser adquirida per Compaq per 307 milions de dòlars el 1999. Aquest mateix any, Musk va cofundar el banc en línia X.com, que es va fusionar amb Confinity el 2000 per formar PayPal. L'empresa va ser comprada per eBay el 2002 per 1.500 milions de dòlars.
El 2002, Musk va fundar SpaceX, un fabricant aeroespacial i empresa de serveis de transport espacial, de la qual és conseller delegat i enginyer en cap. El 2004, es va unir al fabricant de vehicles elèctrics Tesla Motors, Inc. (ara Tesla, Inc.) com a president i arquitecte de productes, convertint-se en el seu executiu en cap el 2008. El 2006, va ajudar a crear SolarCity, una empresa de serveis de energia solar que posteriorment va ser adquirida per Tesla i es va convertir en Tesla Energy. El 2015, va cofundar OpenAI, una empresa de recerca sense ànim de lucre que promou la intel·ligència artificial amigable. El 2016, va cofundar Neuralink, una empresa de neurotecnologia centrada en el desenvolupament d'interfícies cervell-ordinador, i va fundar The Boring Company, una empresa de construcció de túnels. També va acordar la compra de la important xarxa social nord-americana Twitter el 2022 per 44.000 milions de dòlars. Musk ha proposat Hyperloop, un sistema de transport d'alta velocitat en el buit.

## Infantesa i família
Elon Reeve Musk va néixer el 28 de juny de 1971 a Pretòria, Transvaal, Sud-àfrica. La seva mare és Maye Musk (el seu cognom de soltera era Haldeman), una model i dietista nascuda a Saskatchewan, Canadà, si bé va créixer a Sud-àfrica. El seu pare és Errol Musk, un enginyer electromecànic sudafricà, pilot i mariner. Té un germà més jove, Kimbal (nascut l'any 1972), i una germana més jove, Tosca (nascuda el 1974). El seu avi matern, Joshua Haldeman, va néixer als Estats Units, però era d'origen canadenc. La seva àvia paterna tenia avantpassats britànics i holandesos de Pennsilvània.
Després del divorci dels seus pares el 1980, Musk va viure majoritàriament amb el seu pare en una zona residencial de Pretòria. Amb el temps, Musk s'ha allunyat del seu pare, a qui considera "una persona terrible... qualsevol cosa maligna que puguis imaginar, ell l'ha feta." Té una mig-germana i un mig-germà de la banda del seu pare.
Amb 10 anys, es va interessar per la programació, mentre utilitzava un Commodore VIC-20. Va aprendre programació informàtica mitjançant un manual i, als 12 anys, va vendre el codi d'un videojoc basat en BASIC anomenat Blastar a la revista PC and Office Technology per aproximadament 500$. Musk era un nen introvertit i va patir assetjament escolar fins al punt d'haver de ser hospitalitzat quan uns nens el van tirar daltabaix d'unes escales. Va assistir a l'escola Waterkloof abans de graduar-se a l'Institut de Nois de Pretòria.
Tot i que el seu pare va insistir perquè assistís a la universitat a Pretòria, Musk va decidir anar als Estats Units. Conscient que li seria més fàcil d'entrar als Estats Units des del Canadà, va sol·licitar un passaport canadenc a través de la seva mare, nascuda allà.

## Educació
Mentre esperava la documentació canadenca, Musk va assistir a la Universitat de Pretòria durant cinc mesos. Així va evitar haver de fer el servei militar a sud-Àfrica. El juny de 1989 va arribar a Canadà, però no va aconseguir posar-se en contacte amb el seu familiar a Montreal, així que va viure en un hostal. Aleshores va viatjar cap a l'oest per tal de viure amb un cosí llunyà a Saskatchewan. Va residir allà durant un any, treballant en feines esporàdiques com ara en una granja o en un molí. L'any 1990, Musk va entrar a la Universitat de Queen's, a Kingston, Ontario. Dos anys més tard, va traslladar-se a la Universitat de Pennsilvània on l'any 1997 es va graduar en econòmiques i física.
L'any 1994, Musk va fer dues èpoques de pràctiques a Silicon Valley: en una empresa d'emmagatzematge d'energia anomenada Pinnacle Research Institute, que investigava supercondensadors per a emmagatzematge d'energia, i a l'empresa de Palo Alto Rocket Science Games. Bruce Leak, antic enginyer en cap de Quicktime per a Apple que havia contractat Musk, va assegurar: "tenia energia il·limitada. Els joves d'avui en dia no tenen ni idea de com funciona el maquinari, però ell tenia un passat com a modificador de programes d'ordinador i no li feia por de trobar solucions a problemes." L'any 1995, Musk va ser acceptat per a un doctorat en ciències dels materials i física d'energia a la Universitat Stanford, a Califòrnia. Musk va intentar trobar feina dins de Netscape però mai va rebre resposta a les seves sol·licituds de feina. En dos dies, va deixar Stanford, decidint en comptes d'això unir-se a la bombolla puntcom i llançar una empresa d'internet.

## Carrera empresarial

### Zip2
L'any 1995 va fundar, juntament amb el seu germà Kimbal i Greg Kouri l'empresa de programari Zip2, amb finançament d'un grup d'àngels inversors. Van situar l'empresa en una petita oficina de lloguer a Palo Alto. La companyia va desenvolupar i publicitar una guia de la ciutat a internet amb mapes, adreces i pàgines grogues. Musk no es podia permetre el lloguer d’un apartament, així que dormia a l’oficina i es dutxava al gimnàs. A més, només tenien un ordinador, així que durant les hores del dia actuava com a servidor i a la nit Musk el feia servir per programar els canvis.
Els seus esforços van tenir recompensa quan van aconseguir un contracte amb The New York Times i el Chicago Tribune. Compaq va comprar Zip2 el febrer de 1999 per 307 milions de dòlars, dels quals 22 milions van ser per a Musk, atès que tenia un 7 per cent de la companyia.

### X.com i PayPal
El març de 1999, Musk va cofundar X.com, una empresa de serveis financers en línia amb 10 dels milions que havia obtingut per la venta de Zip2. Un any més tard, l'empresa es va fusionar amb Confinity, que tenia un servei de transferència de diners anomenat PayPal. La nova empresa es va enfocar en aquest servei i va passar a anomenar-se PayPal l'any 2001. Musk va haver d’abandonar la seva posició com a director general degut a desavinences amb els executius l'inversor de Silicon Valley Peter Thiel, el cofundador Max Levchin, el membre del consell Reid Hoffman i el director d'operacions i líder de producte David Sacks.
L’octubre de l’any 2002, PayPal va ser adquirit per eBay per 1.500 milions en accions, dels quals Musk va rebre 165 milions. Abans de la venda, Elon Musk n’era el principal accionista, amb un 11.7% del total.
L'any 2017, Musk va recomprar el domini X.com a PayPal per una quantitat que no es va fer pública. Segons ell, el domini tenia valor sentimental per a ell.

### SpaceX

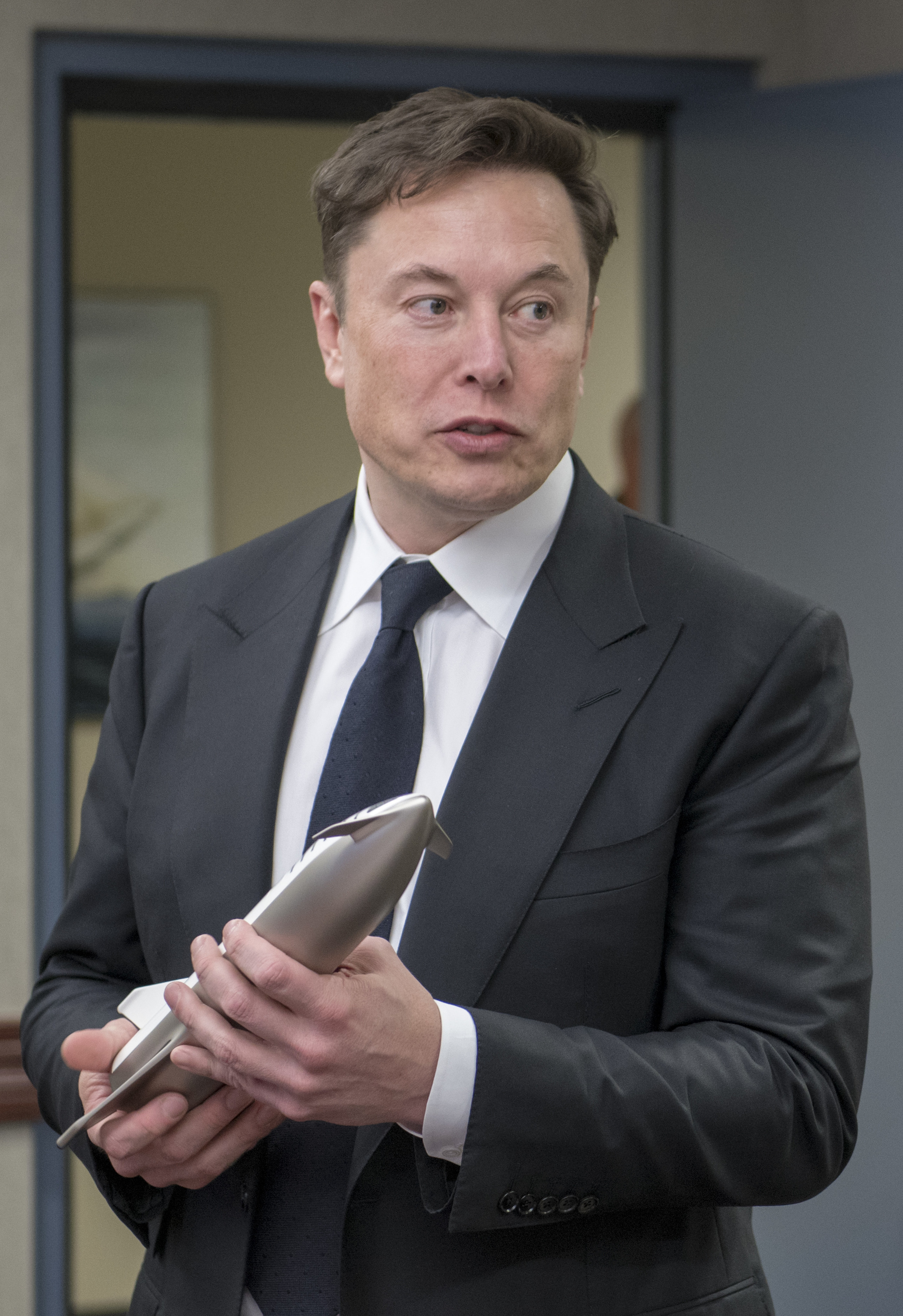
Musk explica les capacitats esperades de les naus d'SpaceX a la NORAD i l'Air Force Space Command, l'any 2019

L'any 2001, Musk va concebre Mars Oasis, una idea d'hivernacle en miniatura que permetria fer créixer collites a Mart i va tornar a despertar l'interès del públic per l'exploració espacial. A l'octubre del 2001, Musk va anar a Moscou per tal de comprar uns míssils balístics intercontinentals Dnepr reacondicionats, que podrien enviar els hivernacles a l'espai. Es va trobar amb empreses com ara NPO Lavochkin i Kosmotras; tanmateix, el van considerar un inexpert. El grup va tornar als Estats Units sense èxit. El febrer de 2002, van tornar a Rússia buscant tres míssils. Es van trobar de nou amb Kosmotras i els va oferir un coet per 8 milions de dòlars, però no el van acceptar. En comptes d'això, Musk va decidir començar una empresa que pogués construir coets. Amb 100 milions de dòlars, el maig de 2002 Musk va fundar Space Exploration Technologies Corp., conegut amb el nom comercial de SpaceX.
L'any 2006, la NASA va anunciar que SpaceX era una de les dues seleccionades per tal de fer el transport dels tripulants i la càrrega de l'Estació Espacial Internacional (ISS, per les seves sigles en anglès). El 23 de desembre de 2008 van signar un contracte de 1.600 milions de dòlars 12 vols cap a la ISS amb les naus Falcon 9 i Dragon, per tal de substituir el Transbordador espacial, que seria retirat l'any 2011. El 25 de maig de 2012 el vehicle Dragon d'SpaceX es va convertir en la primera nau d'una empresa no estatal en ser llançada i enganxar-se amb l'ISS.
A partir de l'any 2011, SpaceX va començar a rebre finançament del programa de la NASA per tal de desenvolupar la càpsula Dragon 2, sota el Programa de Desenvolupament de Tripulació L'empresa també va rebre un contracte per tal de fer el transport dels tripulants cap a la ISS l'any 2014. El desembre de l'any 2015, SpaceX va aconseguir aterrar per primera vegada la primera etapa del seu Falcon 9 a la Terra, dins el seu objectiu de fabricar coets reutilitzables. Amb el temps, aquests aterratges es van començar a dur a terme dins el port espacial autònom, una plataforma de recuperació dins l'oceà. A partir de l'any 2017, els motors van començar a ser reutilitzats en missions successives. El febrer de l'any 2018, SpaceX va llançar el Falcon Heavy, el coet operatiu més potent. La missió inaugural transportava un Tesla Roadster que pertanyia a Musk, a mode de model aeroespacial.
El 2015, SpaceX va començar a desenvolupar Starlink, una constel·lació de satèl·lits de baixa òrbita per proporcionar accés d'Internet per satèl·lit, i els dos primers prototips van ser llançats el febrer de 2018. Un segon conjunt de satèl·lits de prova i el primer desplegament d'una part de la constel·lació es va donar el maig del 2019, quan el primers 60 satèl·lits operatius van ser llançats. El cost total del projecte per dissenyar i desplegar la constel·lació es calcula que serà d'uns 10.000 milions de dòlars, incloent gairebé 900 milions en subvencions de la Comissió Federal de Comunicacions.
A finals de l'any 2017, SpaceX va mostrar el seu vehicle de nova generació, el Big Falcon Rocket (BFR)En tardà 2017, SpaceX descobert el disseny pel seu vehicle de llançament de generació pròxima i sistema d'aeronau, Coet de Falcó Gran (BFR), que donaria suport com a proveïdor de servei de llançament a un gran rang de vehicles: òrbita terrestre, òrbita llunar, missions interplanetàries i fins i tot transport de passatger intercontinental a la Terra, pensat per a substituir, doncs, els anteriors models de l'empresa al llarg dels anys 20. L'any 2018, SpaceX va anunciar una missió de circumnavegació llunar, un vol privat anomenat Projecte dearMoon.
El maig de l'any 2020, SpaceX va llançar el seu primer vol tripulat, el Demo-2, esdevenint la primera empresa privada en col·locar una persona en òrbita i en atracar una nau a l'ISS.

### Tesla

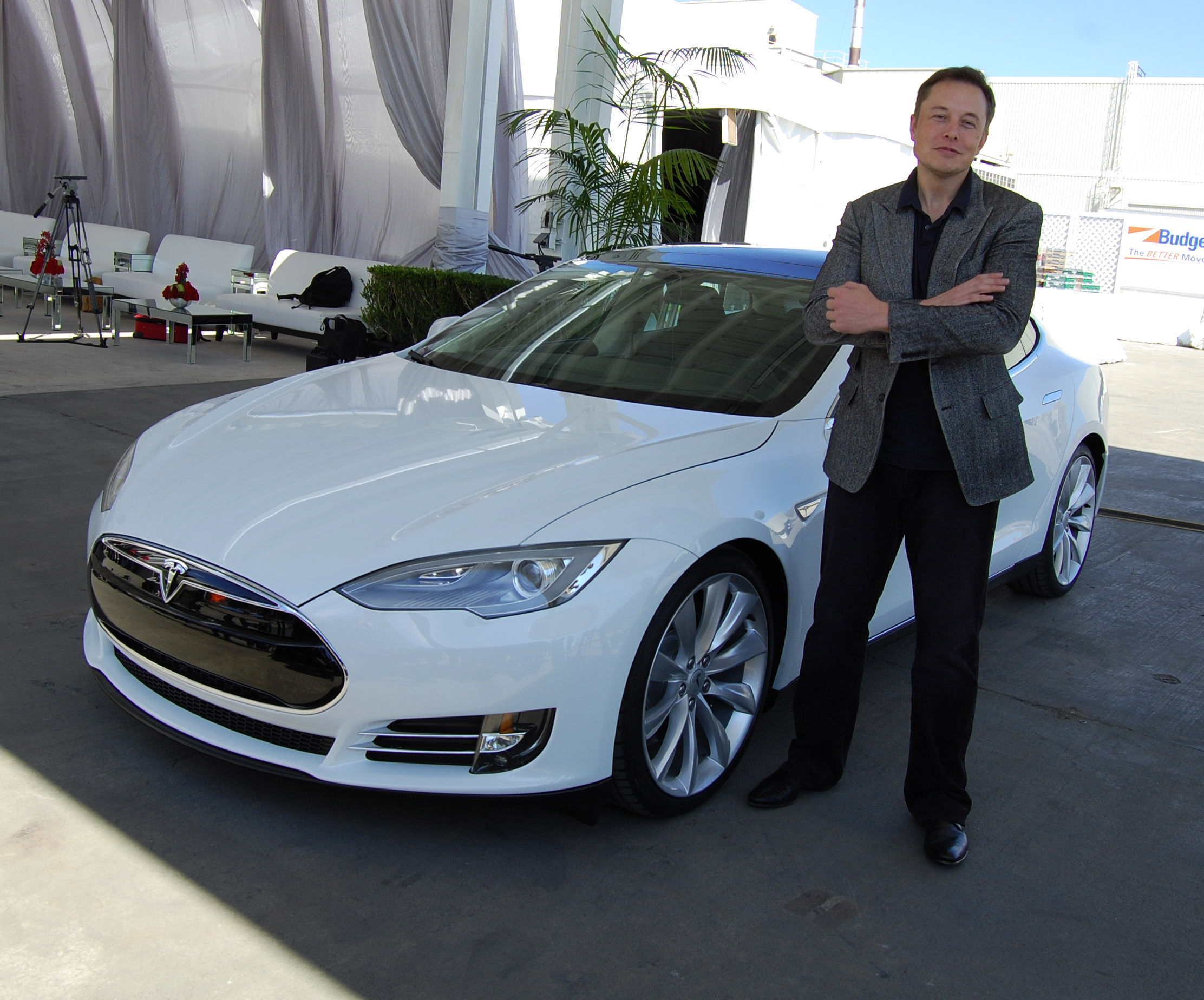
Musk amb un Tesla Model S l'any 2011

Tesla, Inc. (al principi Tesla Motors) va ser fundada el juliol 2003 per Martin Eberhard i Marc Tarpenning, que van llançar una ronda de finançament. Ambdós homes van tenir funcions actives en el desenvolupament primerenc de l'empresa abans de l'arribada de Musk. Musk va dirigir la ronda de finançament de l'any 2004, entrant a l'empresa com a directiu. Musk va agafar una funció activa dins l'empresa i va supervisar el disseny del Roadster, si bé no es va implicar en el dia a dia de l'empresa. Després de la crisi financera global del 2008, Eberhard va sortir de l'empresa. Musk va esdevenir el director general i arquitecte de producte l'any 2008, càrrecs que encara ocupa avui en dia. Des de l'any 2019, Musk ha esdevingut el director general més longeu de qualsevol empresa automotriu.
Tesla va començar un cotxe esportiu elèctric, el Tesla Roadster, l'any 2008. Amb unes vendes d'aproximadament 2,500 vehicles, es va convertir en el primer cotxe totalment elèctric amb bateries de ió-liti en ser produït en sèrie. L'any 2012, Tesla va començar a entregar el seu sedan de quatre portes Model S; el crossover Model X va ser llançat l'any 2015. Un sedan orientat al públic general, el Model 3 va començar a vendre's l'any 2017. Es tracta de cotxe elèctric més venut del món, amb més de 500.000 unitats venudes. El Cybertruck, una camioneta elèctrica, va ser mostrada l'any 2019. Amb Musk, Tesla també ha construit vàries fàbriques de muntatge de bateries, com Gigafactory 1, a Nevada i Gigafactory 3 a la Xina.
L'estiu de l'any 2020, Tesla es va convertir en el fabricant de cotxes més valuós del món.

### SolarCity

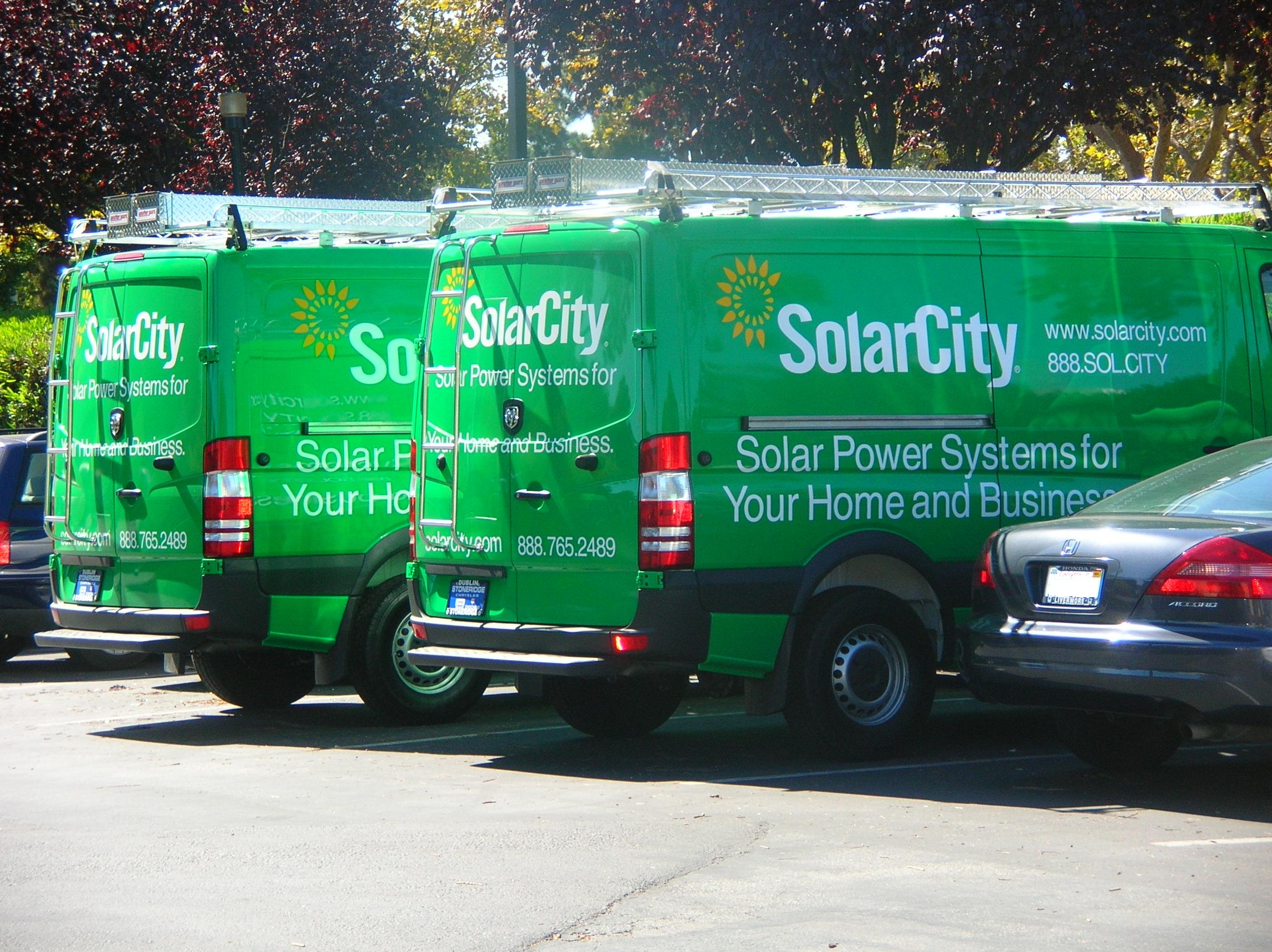
Furgonetes d'instal·lació de panells solars SolarCity, l'any 2009

Musk va proveir la idea inicial i el finançament per a SolarCity, cofundat amb els seus cosins Lyndon i Peter Rive l'any 2006. L'any 2013, SolarCity ja era el segon proveïdor de sistemes d'energia solar dels Estats Units. L'any 2014, Musk es va comprometre a construir una planta de SolarCity a Buffalo, Nova York, la planta solar més gran dels Estats Units. La construcció va començar l'any 2014 i va acabar el 2017. Va ser operat conjuntament amb Panasonic fins a principis de l'any 2020.
Tesla va adquirir SolarCity per més de 2.000 milions de dòlars l'any 2016 i el va convertir en la seva divisió solar; l'anunci de l'adquisició va comportar una caiguda del 10% en el preu de les accions de Tesla, ja que aleshores SolarCity s'estava enfrontant a problemes de liquiditat dels quals els accionistes de Tesla no van ser informats. Degut a això, es van emprendre accions legals contra Musk i SolarCity, ja que consideraven que la compra només es va dur a terme per a benefici de Musk. El juny de 2019, Musk va reconèixer en els tribunals que havia reempleat tots els treballadors de SolarCity no essencials en la producció del Model 3. El tribunal també ha demostrat que Musk coneixia els problemes de l'empresa.

### Neuralink

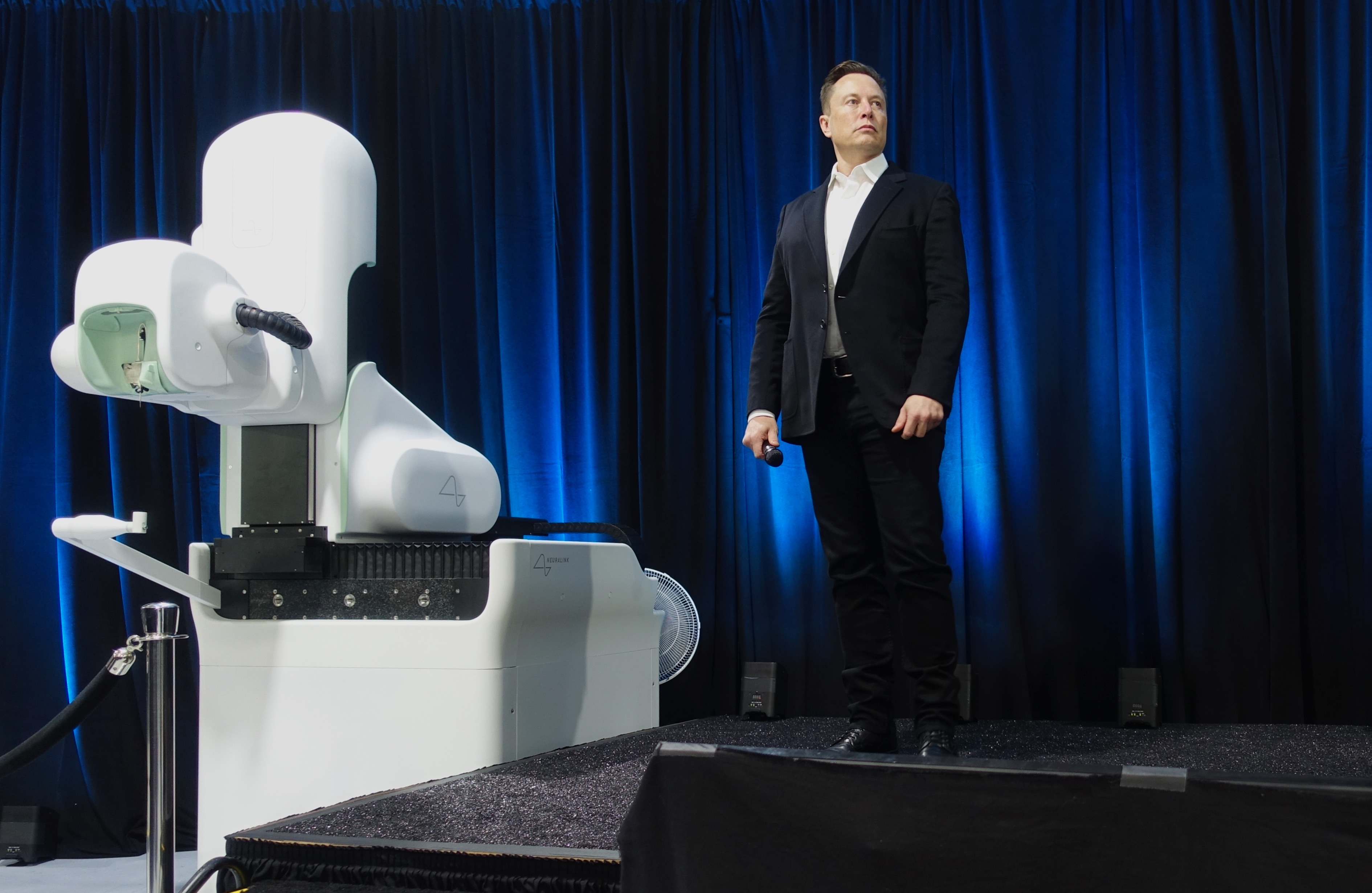
Musk durant la presentació d'un dispositiu Neuralink, l'any 2020

L'any 2016, Musk va cofundar Neuralink, una empresa de neurotecnologia que té com a objectiu la integració el cervell humà amb intel·ligència artificial. L'empresa se centra en la creació de dispositius implantats dins el cervell, amb l'objectiu final d'ajudar l'ésser humà a unir-se amb programari i poder així seguir el pas als avenços en intel·ligència artificial. Aquestes millores podrien millorar la memòria o permetre un ús més directe dels dispositius informàtics.
Durant una presentació en directe l'agost del 2020, Musk va descriure un dels dispositius primerencs com una mena de "Fitbit per al crani" que podria, en breu, curar la paràlisis, la ceguesa i la sordesa, entre d'altres. Molts neurocientífics i publicacions han criticat aquestes afirmacions.; Ha estat considerat com a "altament especulatiu" i "espectackle neurocientífic".

### The Boring Company

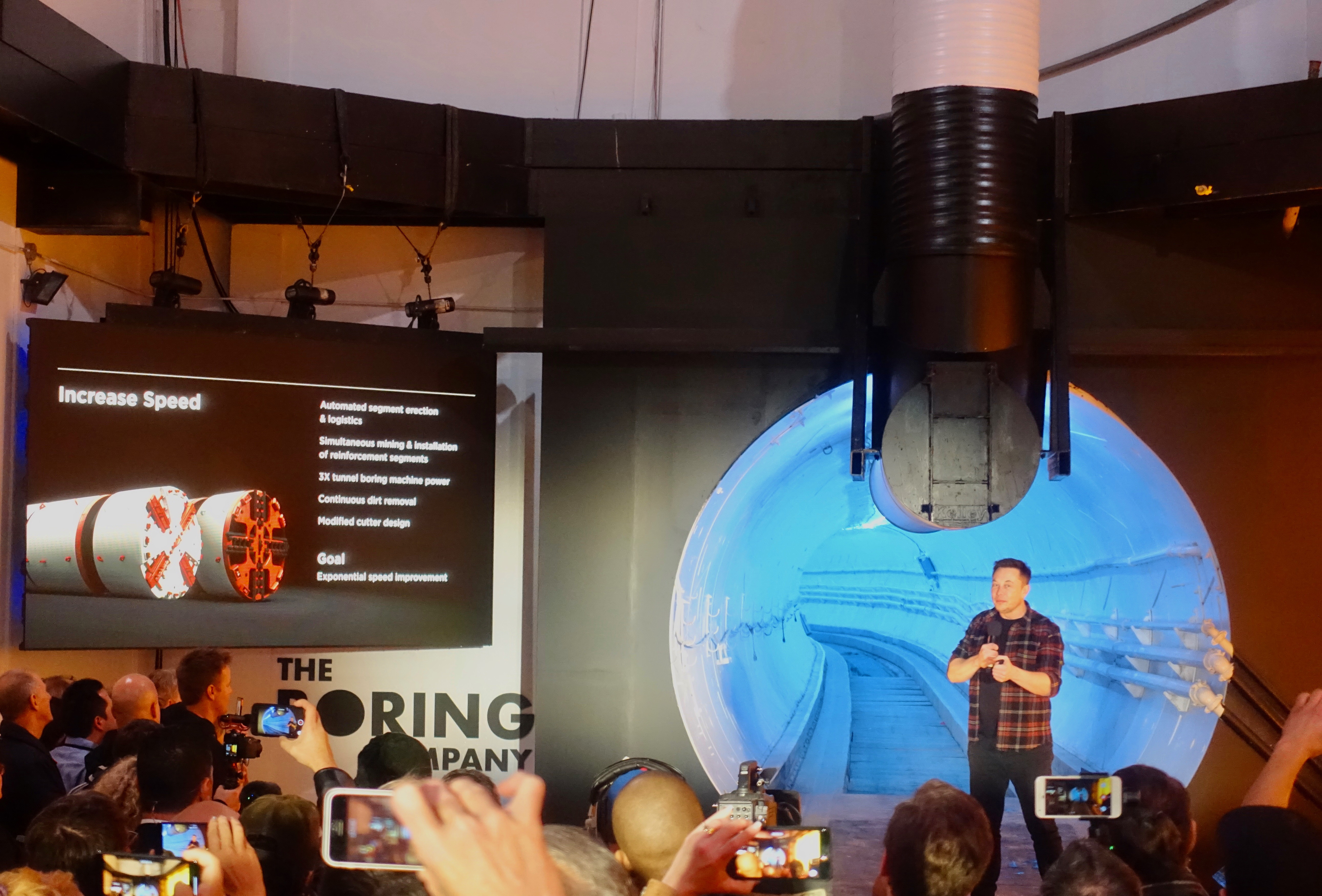
Musk durant la inauguració de The Boring Company, l'any 2016

L'any 2016, Musk va fundar The Boring Company (TBC), centrada en la construcció de túnels. A principis de l'any següent, van començar les negociacions amb les agències reguladores i es va començar la construcció d'un túnel de proves, amb unes dimensions de 9.1m d'ample, 15m de llarg i 4.6 metres de profunditat. Com que es va dur a terme a les instal·lacions d' SpaceX, no requeria permisos A principis de l'any 2020 es va finalitzar la construcció d'un túnel sota el Convention Center de Las Vegas.
Com a campanya publicitària, The Boring Company va vendre, l'any 2018, 2.000 llançaflames. La idea se li va acudir a Musk inspirat per la pel·lícula Spaceballs de Mel Brooks, una de les seves favorites.

### Twitter
Musk és un usuari actiu de la plataforma de mitjans socials Twitter, on té més de 80 milions de seguidors. Musk va fer el primer tuit al seu compte personal el juny de 2010. Publica mems, promociona els seus interessos empresarials i de vegades comenta temes polítics i culturals d'actualitat.
Musk va piular ja el 2017 expressant el seu interès a comprar la plataforma. El 31 de gener de 2022, Musk va començar a comprar de forma constant quantitats significatives d'accions de la companyia, aconseguint una participació del 5% en l'empresa el 14 de març de 2022. Musk va assolir un total de 73.115.038 accions l'1 d'abril, el 9,13% del total d'accions de Twitter, valorades en aquell moment en 2.640 milions de dòlars, fet que el va convertir en l'accionista més gran de la companyia. Musk no va presentar la documentació per notificar a la SEC en el termini de 10 dies des que la seva participació a l'empresa va superar el 5%, fet que suposa una violació de les lleis de valors dels EUA. Quan Musk va revelar públicament la seva inversió en un document 13G a la Comissió de Valors i Borsa el 4 d'abril de 2022, les accions de Twitter van experimentar la pujada més gran en un dia des de la sortida a borsa el 2013, ja que una onada d'activitat comercial va fer que el preu de l'acció augmentés fins a un 27%. La revelació que Musk havia adquirit una participació significativa a Twitter es va produir després dels tuits de Musk del 25 i 26 de març en què qüestionava el compromís de Twitter amb la llibertat d'expressió i deia que estava considerant desenvolupar un lloc de mitjans socials rival, encara que els comentaris es van fer després que ja hagués adquirit el 7,5% de la companyia.
El 4 d'abril, Musk va acceptar un acord pel qual se'l nomenaria membre del consell d'administració de Twitter i se li prohibiria adquirir més del 14,9% de la companyia, però Musk va decidir no unir-se al consell abans que el seu nomenament es fes efectiu el 9 d'abril. El 13 d'abril, Musk va fer una oferta de compra de Twitter per valor de 43.000 milions de dòlars i va llançar una OPA per comprar el 100% de les accions de Twitter a 54,20 dòlars per acció. En una carta al consell d'administració de Twitter, va indicar el desig de portar l'empresa a l'esfera privada: "[Twitter] no prosperarà ni servirà l'imperatiu social [de la llibertat d'expressió] en la seva forma actual. Twitter s'ha de transformar en una empresa privada." En resposta, el consell d'administració de Twitter va adoptar un pla de drets dels accionistes per fer molt més costós que un sol inversor posseeixi més del 15% de l'empresa sense l'aprovació del consell. En una entrevista de TED, Musk va mostrar poc interès en la lluita contra la censura a Internet a tot el món, dient que "Twitter ha de coincidir amb les lleis del país". En canvi, la preocupació de Musk per la llibertat d'expressió s'ha dirigit gairebé exclusivament a les polítiques de moderació de Twitter.
El 20 d'abril, Musk va aconseguir finançament per valor de 46.500 milions de dòlars. El finançament incloïa 12.500 milions de dòlars en préstecs contra les accions de Musk a Tesla, i 21.000 milions de dòlars en finançament de capital, com ara la venda d'accions de Tesla. El 25 d'abril, es va informar que Twitter estava preparada per acceptar l'oferta de Musk. Més tard, aquell mateix dia, Elon Musk va concloure amb èxit la seva oferta per comprar Twitter i portar a la companyia a un mercat privat per aproximadament 44.000 milions de dòlars.
Les accions de Tesla es van enfonsar en més de 125.000 milions de dòlars l'endemà com a reacció a l'acord, fent que Musk perdés al voltant de 30.000 milions de dòlars del seu patrimoni net.
Finalment, el dijous 27 d'octubre del 2022 Elon Musk va veure realitzada amb èxit la seva gran ambició de comprar Twitter, anomenat X des del 24 de juliol del 2023,

## Política
Musk va ser molt actiu en la campanya de les eleccions presidencials dels Estats Units de 2024 en suport de Donald Trump, a qui va donar 119 milions de dòlars, i un cop va guanyar les eleccions li va oferir encapçalar el Departament d'Eficiència del Govern dels Estats Units de nova creació.
El maig de 2025, Musk va abandonar el seu càrrec com a director del Departament d’Eficiència Governamental (DOGE) dels Estats Units, després de 130 dies al govern de Donald Trump. Durant el seu mandat, Musk va impulsar retallades pressupostàries que van assolir els 19.000 milions de dòlars, una xifra que, tot i ser elevada, quedava molt per sota dels 2 bilions que havia promès inicialment. La seva sortida del govern va coincidir amb la publicació d’una investigació del New York Times que revelava un consum intensiu i sostingut de drogues per part de Musk, incloent ketamina, èxtasi, bolets psicodèlics i Adderall, amb possibles repercussions sobre el seu comportament. Musk no va fer cap declaració pública sobre aquestes acusacions.
Poc després de deixar l’administració, Musk va criticar durament la nova llei fiscal impulsada per Trump i aprovada pels congressistes republicans, qualificant-la d’«abominació repugnant». Segons va expressar en una piulada, la llei retallava impostos però incrementava la despesa pública, especialment la militar, i estava plena «d’amiguismes» i despeses innecessàries que, al seu parer, agreujarien el dèficit i el deute dels Estats Units. Aquesta crítica evidenciava un distanciament clar respecte a Trump, malgrat que tots dos havien escenificat un comiat aparentment amistós. Durant la seva etapa al govern, Musk havia acomiadat milions de funcionaris i eliminat diversos departaments, però sense assolir els objectius d’estalvi promesos. Algunes de les seves mesures, especialment les que afectaven serveis bàsics, van ser rebutjades pels tribunals.
El trencament entre Musk i Trump es va aprofundir arran de les discrepàncies sobre la nova política fiscal i la retirada de subvencions als vehicles elèctrics. En resposta a les crítiques de Musk, Trump va amenaçar amb retirar el suport públic a les empreses del magnat, fet que va provocar una caiguda del 14% en el valor de les accions de Tesla. Musk va contraatacar insinuant que Trump estava implicat en el cas Epstein d’explotació sexual de menors. El conflicte va marcar la ruptura definitiva d’una relació que havia estat clau per a l’agenda de retallades del president i en què Musk havia tingut un paper fonamental, tant econòmic com estratègic. En aquest nou context, Musk va anunciar que valorava la creació d’un nou partit polític.
La tensió va escalar encara més quan Trump va anunciar la revisió de tots els contractes governamentals amb les empreses de Musk, com Tesla i SpaceX, beneficiàries de milers de milions de dòlars en subsidis i contractes federals. Malgrat les dificultats legals per anul·lar aquests acords, Trump podria recórrer a mecanismes com les regulacions i les investigacions, incloent aspectes personals com l’ús de drogues o possibles vincles amb la Xina. Musk, per la seva banda, va remarcar que continuarà tenint influència durant dècades, a diferència de Trump, que només disposa d’uns quants anys més de mandat. També va destacar que controla la xarxa social X, molt més influent que Truth Social, la plataforma de Trump, i que podria fer servir el seu algorisme i una comunitat de 221 milions de seguidors per influir políticament. El trencament entre tots dos podria tenir conseqüències importants tant en l’àmbit polític com en el sector empresarial, atès que ambdues figures disposen de recursos considerables per perjudicar-se mútuament.

## Altres activitats

### Hyperloop

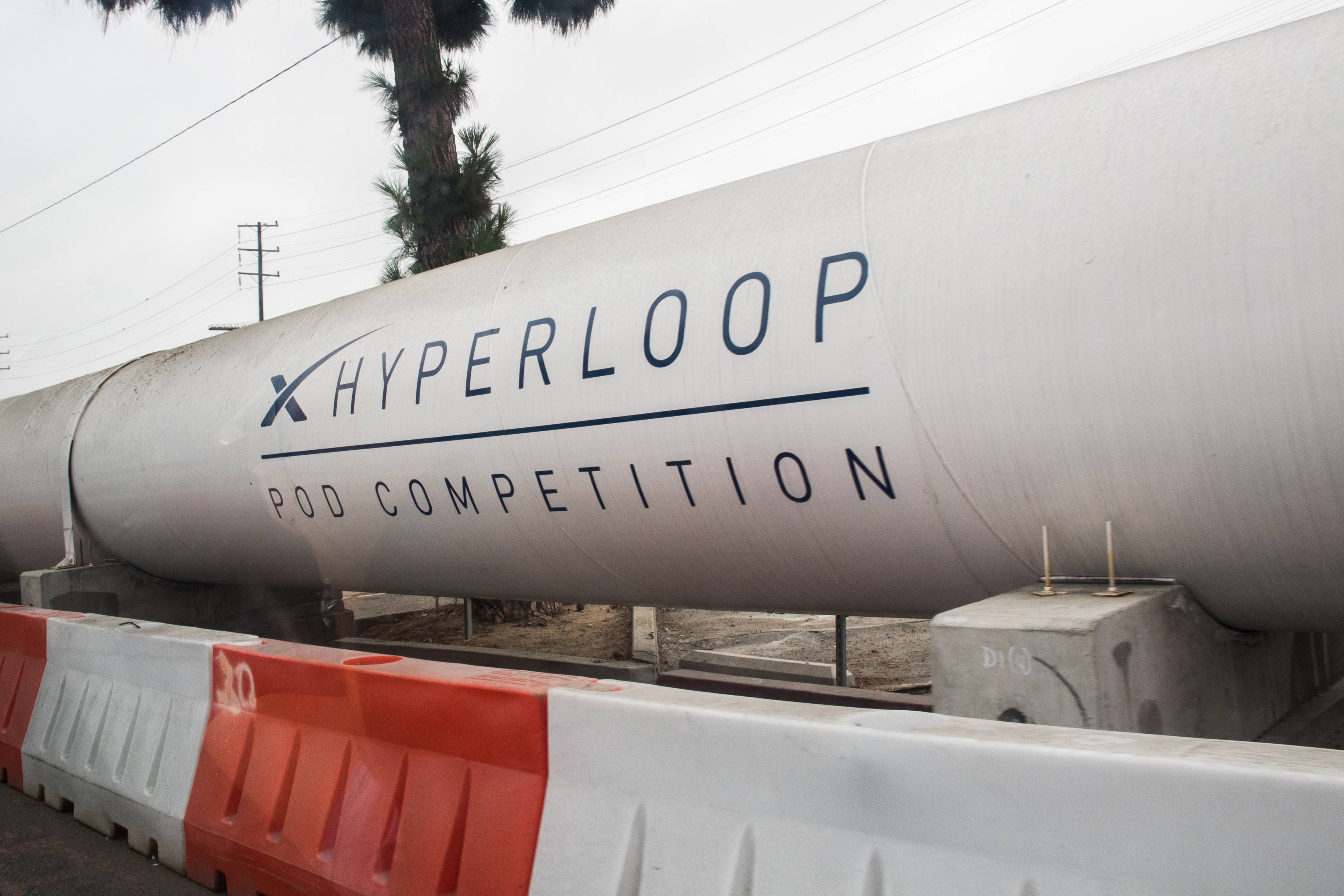
Un tub que forma part del concurs de pods Hyperloop 2017 patrocinat per SpaceX

L'any 2011 Musk va tenir la idea d'un sistema de transport dins d'un tub per tal de tenir una pressió reduïda, fent servir per a tal coixins d'aire i conduït per motors d'inducció lineal i compressors d'aire. Aleshores va dedicar una dotzena d'enginyers d'SpaceX i Tesla per tal d'establir els conceptes i els dissenys inicials. L'agost del 2013, Musk va fer públic el concepte, el qual va batejar amb el nom d'Hyperloop. El disseny inicial va ser publicat en un "llibre blanc", penjat als blocs de Tesla i SpaceX. Fora de l'àmbit teòric, es plantejava un concepte de sistema de transport per a tota la Badia de San Francisco amb un cost total estimat de 6.000 milions de dòlars. La proposta, si fos tecnològicament factible als costos citats, faria d'Hyperloop, el mitjà de transport més barat per a distàncies d'aquesta llargària.
El juny de l'any 2015, Musk va anunciar una competició de disseny per a estudiants que consistia en dissenyar les càpsules per al transport d'una línia d'Hyperloop d'una milla de llargària, dins les instal·lacions d'SpaceX. La línia es va inaugurar el gener de 2017, i Musk va anunciar que l'empresa començaria un projecte de túnel amb l'aeroport de Hawthorne com a destinació. El juliol de 2017, Musk va anunciar haver rebut "autorització verbal" per tal de construir un sistema d'Hyperloop que connectés les ciutats de Nova York i Washington DC, aturant-se a Filadèlfia i Baltimore. L'empresa de trens supersònics fundada per Elon Musk tancarà a partir de 31 de desembre de 2023.

## Controvèrsia
Musk ha estat criticat per fer declaracions poc científiques i controvertides. El 2018, va ser demandat per la Comissió de Borsa i Valors dels Estats Units (SEC, per les seves sigles en anglès) per tuitejar falsament que havia aconseguit finançament per a una adquisició privada de Tesla. Va arribar a un acord amb la SEC però no va admetre la culpabilitat, renunciant temporalment a la seva presidència i acceptant limitacions en el seu ús de Twitter. El 2019, va guanyar un judici per difamació presentat contra ell per un espeleòleg britànic que va assessorar en el rescat de la cova de Tham Luang. Musk també ha estat criticat per difondre informació errònia sobre la pandèmia de COVID-19 i per les seves altres opinions sobre assumptes com la intel·ligència artificial, les criptomonedes i el transport públic. En tot cas s'ha abanderat de ser un amant absolut de la llibertat d'expressió, fins al punt de ser conegut popularment com a "absolutista del lliure discurs".
Precisament per aquest motiu s'ha engrandit la controvèrsia per la seva adquisició de la xarxa social Twitter a octubre de 2022. Com s'ha explicat amb anterioritat en aquest article, l'adquisició ha format part d'un procés molt llarg de guerra verbal i ha estat molt cobert mediàticament. Les preocupacions actuals rauen en les seves intencions declarades de fer d'aquesta plataforma un nou univers de la llibertat d'expressió absoluta.

## Reconeixements
Musk va ser escollit membre de la Royal Society el 2018. El 2015, va rebre un doctorat honorari en enginyeria i tecnologia a Yale i membre honorari de l'IEEE. Els premis per les seves contribucions al desenvolupament dels coets Falcon inclouen el George Low Transportation Award de l'Institut Americà d'Aeronàutica el 2008, la Medalla d'Or de l'Espai de la Fédération Aéronautique Internationale el 2010 i la Medalla d'Or de la Royal Aeronautical Society a 2012. Va ser inclòs entre les 100 persones més influents de la revista Time el 2010, 2013, 2018, i 2021. El 2021, Musk va ser seleccionat com a "Persona de l'any" de la revista Time. L'editor en cap de Time, Edward Felsenthal, va escriure que "la Persona de l'Any és un marcador d'influència, i pocs individus han tingut més influència que Musk sobre la vida a la Terra, i potencialment també sobre la vida fora de la Terra".

## Riquesa

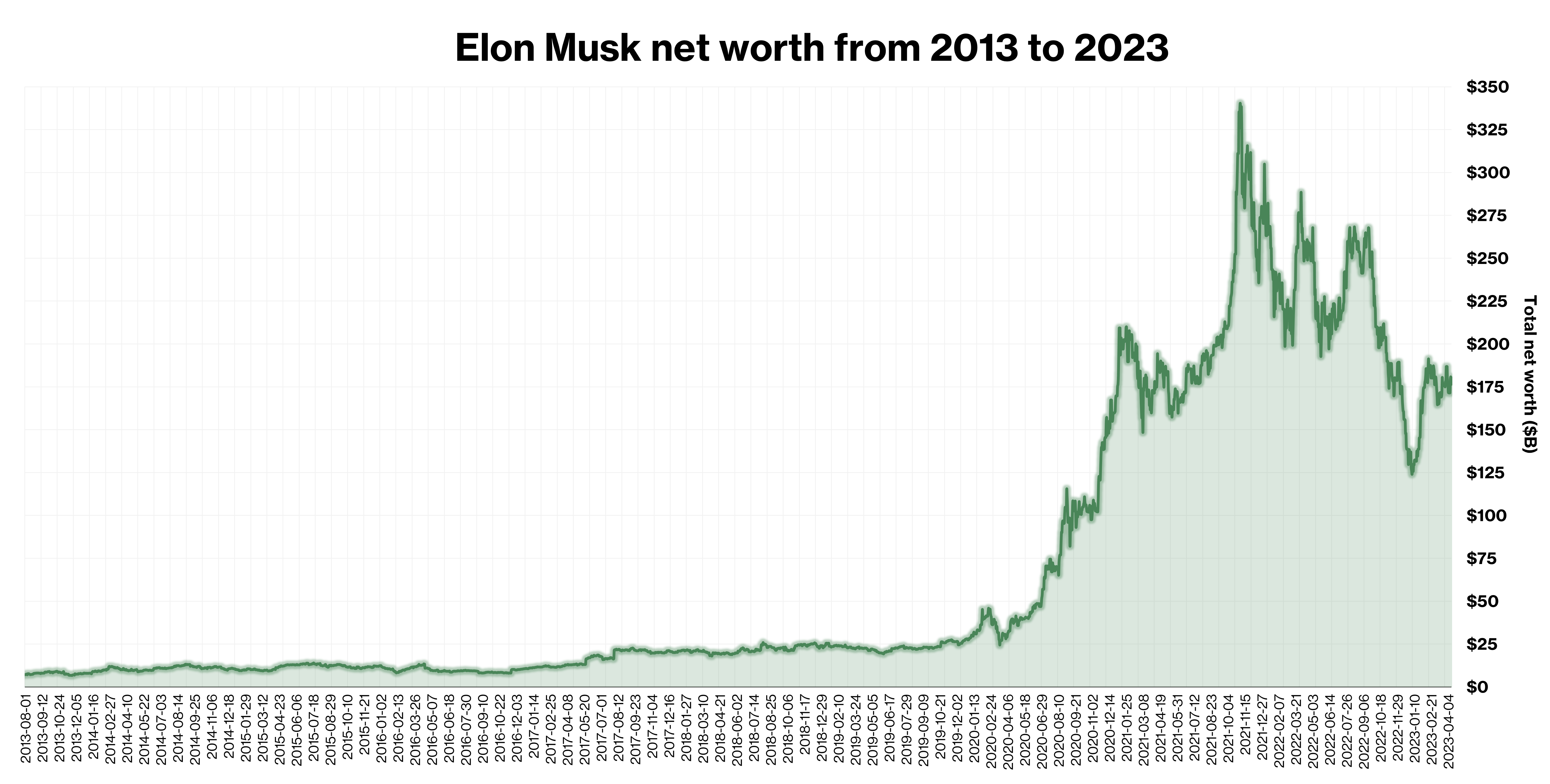
El patrimoni net de Musk del 2013 al 2022 segons estima la revista Forbes

Musk va guanyar 175,8 milions de dòlars quan PayPal es va vendre a eBay el 2002. Va aparèixer per primera vegada a la llista de multimilionaris de Forbes el 2012, amb un patrimoni net de 2.000 milions de dòlars.
A principis del 2020, Musk comptava amb un patrimoni net de 27.000 milions de dòlars. A finals d'any, el seu patrimoni net havia augmentat en 150.000 milions de dòlars, principalment pel fet que posseïa al voltant del 20% de les accions de Tesla. Per exemple, va caure 16.300 milions de dòlars al setembre, la caiguda més gran en un sol dia en la història de l'Índex de Multimilionaris de Bloomberg. El novembre d'aquell any, Musk va superar el cofundador de Facebook Mark Zuckerberg per convertir-se en la tercera persona més rica del món; una setmana més tard va superar el cofundador de Microsoft Bill Gates per convertir-se en el segon més ric. El gener del 2021, Musk, amb un patrimoni net de 185.000 milions de dòlars, va superar el fundador d'Amazon Jeff Bezos per convertir-se en la persona més rica del món. El 27 de setembre de 2021, després que les accions de Tesla pugessin, Forbes va anunciar que Musk tenia un patrimoni net de més de 200.000 milions de dòlars i era la persona més rica del món. Al novembre de 2021, Musk es va convertir en la primera persona amb un patrimoni net de més de 300.000 milions de dòlars. El 30 de desembre de 2022, es va informar que Musk havia perdut 200.000 milions de dòlars del seu patrimoni net a causa de la caiguda del valor de les accions de Tesla, convertint-se en la primera persona en la història a perdre una suma tan gran de diners.
Al voltant del 75% de la riquesa de Musk procedia d'accions de Tesla el novembre del 2020, una proporció que es va reduir al voltant del 37% el desembre del 2022, després de vendre gairebé 40.000 milions de dòlars en accions de la companyia des de finals de 2021. Musk no rep un salari de Tesla; va acordar amb el consell el 2018 un pla de compensació que vincula els seus guanys personals a la valoració i els ingressos de Tesla. L'acord estipulava que Musk només rebria la compensació si Tesla aconseguia certs valors de mercat. Va ser l'acord més gran d'aquest tipus mai realitzat entre un executiu en cap i la junta d'una empresa. A la primera recompensa, atorgada el maig del 2020, tenia dret a comprar 1,69 milions d'accions de Tesla (al voltant de l'1% de la companyia) a preus per sota del mercat, cosa que valia al voltant de 800 milions de dòlars.